# Datex
Datex (für DATa EXchange) ist ein Ende der 1960er Jahre entwickeltes und 1970 eingeführtes Leitungsbasierendes Datenvermittlungssystem.
Es wurde für die Vermittlung ein separates Netz parallel zum Telefon- und Telexnetz aufgebaut, wobei die Topologie des Telexnetzes übernommen wurde.
Es ging mit einer Geschwindigkeit von 200 Baud (200 bit/s) in Betrieb und war für den Ausbau bis 48000 Baud vorgesehen.
Da das Netz zu einer Zeit entwickelt wurde, in der Computertechnologie noch in den Kinderschuhen steckte, war es seiner Zeit so weit voraus, dass es sich nicht durchsetzte.

## Geschichte
Da die Deutsche Reichspost mit der Einführung des Telexdienstes im Selbstwählverkehr Ende der 1930er Jahre eine Entwicklung eingeleitet hat, die weltweite Maßstäbe gesetzt hat, wollte die Deutsche Bundespost auch im Rahmen der sich neu entwickelnden Datenkommunikation zum Vorreiter werden.
Das Datexnetz war als Ausgangspunkt für ein universelles digitales Datenwählnetz gedacht. Zunächst begann man das Netz mit Hilfe mechanischer Wählertechnik (Telegrafenwählsystem TW39 in modifizierter Form) aufzubauen. Es war aber von Beginn an angedacht, ein modernes elektronisches Vermittlungssystem zu erstellen. Hierbei stand das Elektronisches Datennetzvermittlungssystem (EDS) der Fa. Siemens im Fokus (siehe Integriertes Text- und Datennetz). Durch Bildung von „Dienst- und Geschwindigkeitsklassen“ für die ein bedingter Übergang vorgesehen war, sollte ein komplexes Netzgebilde entstehen, das als Hauptmerkmal die ausschließliche Übertragung digitaler Informationen hatte.
Zu diesem Zweck wurde 1970 die Telegrafenordnung um den §32a erweitert und im Bundesgesetzblatt veröffentlicht. Inkraftgetreten ist das Gesetz zum 1. Januar 1971.
Mit einer Idee der Datenkommunikation war die Deutsche Bundespost ihrer Zeit weit voraus, da die Computer- und Datenverabeitungstechnik noch in ihren Anfängen war. Großrechner waren zum damaligen Zeitpunkt noch sehr individuell aufgebaut und konfiguriert, was Vernetzungen ans sich erschwerte. Außerdem waren Endgeräte selten und teuer.
Der Dienst wurde wenige Jahre nach Inbetriebnahme stillgelegt. Wie bedeutungslos dieser Dienst war, zeigt die Tatsache, dass er in Literatur der Folgejahre nicht einmal mehr erwähnt wird und auch über das genaue Abschaltdatum nichts zu finden ist.

### Weitere, spätere Entwicklungen im Zusammenhang mit der Idee des Datex-Netzes
Bis 1978 wurde das Telex-Netzes auf das im Rahmen des Datex-Netzes bereits postulierte Elektronische Datennetzvermittlungssystem (EDS) umgestellt. (Die Anschaltung der Teilnehmer erfolgte über ED1000.)
1980 erfolgte die Einführung von Datex-P welches Paketvermittelt ist und daher auf einer völlig anderen Netzstruktur basiert.
1984 wurde das Datex-L Netz eingeführt, welches Leitungsbasiert war dem ursprünglichen Datex ähnelt und hauptsächlich für textbasierte Dienste wie dem Teletex Verwendung fand. Dieses Netz hat jedoch andere Datenraten und keine Nummernschalter-gebundene Teilnehmerwahl.
1993 Ging das Datex-J-Netz in Betrieb. Es diente zur Übermittlung von Bildschirmtext (BTX) für Jedermann.
Der letzte Dienst unter dem Namen Datex war der Datex-M-Dienst für die Multimediaübertragung, der Mitte der 1990er Jahre Online ging.
Alle diese Dienste wurden von den Möglichkeiten des Integrierten Sprach- und Datennetzes (ISDN) und später von der Entwicklung des Internet überholt und somit zwischen 1998 und 2001 abgeschaltet.

## Technischer Aufbau
Das Datex von 1971 war ein öffentliches Wählnetz und diente dem Austausch von Daten mit einer Schrittgeschwindigkeit von 200 Baud (200 bit/s).
Das Datexnetz bestand aus den Datex-Vermittlungsstellen, den Leitungen dazwischen und den Datex-Anschlussleitungen. Die Datex Vermittlungsstellen sind in Zentralvermittlungsstellenbereiche und diese wiederum in Hauptvermittlungsstellenbereiche eingeteilt. Die Netztopologie entsprach damit dem Aufbau des Telex-Netzes jener Zeit.
Zur Wahl der Gegenstelle wurde ein Fernanschaltgerät (Fgt) benötigt. Dies bestand in der damals gängigen Ausführung von der Firma Siemens aus einem Relais-Wandrahmen und einem Bedienteil.
Das Bedienteil hatte ein 6-stelliges Anzeigenfeld, eine Anruftaste (weiß), eine Lokaltaste (grün) eine Schlusstaste (weiß) und eine zweite Lokaltaste (gelb) und einen Nummernschalter (Wählscheibe). Damit entsprechen die wichtigsten Bedienelemente den der Fernanschaltegeräte für Fernschreiber an die TW39-Vermittlungsstellen. Die 6-Stellige Anzeige diente zu Darstellung der Teilnehmerkennung der Gegenstelle beim inländischen Datenverkehr.
Das Fernschaltgerät wurde von der Deutschen Bundespost gestellt (DBP). Die Datenendeinrichtung (DEE) dahinter musste der Kunde beistellen. Es durfte dabei nur von der DBP zugelassene Geräte verwendet werden. Der Aufbau und Erstanschluss musste durch einen Bediensteten der DBP erfolgen. Der Unterhalt der DEE musste auf Kosten des Kunden durch eine von der DBP zertifizierten Fachfirma geschehen. In Ausnahmefällen wurde die Unterhaltung auch durch geschultes Personal des Kunden zugelassen.
Die Anschaltung der DEE erfolgte über eine Schnittstelle die an die CCITT-Empfehlung „V.24“ angelehnt war.
Die Übertragung von Daten ist nur möglich, wenn beide Teilnehmer die gleiche Schrittgeschwindigkeit, den gleichen Code und das gleiche Alphabet benutzten. Dabei lag die Wahl des Gleichlaufverfahrens (Start-Stopp oder Synchron), der Schrittgeschwindigkeit und des Alphabets beim Kunden. Von der DBP war nur vorgegeben, dass ein Mindestanteil an Stopp-Polarität zu übertragen war. So musste Codes mit mehr als den für Fernschreiber üblichen 5 Bit pro Zeichen mit einem doppelten Stopp-Schritt versehen sein. Für 6- und 7-Bit-lange Zeichen gab es die Sonderregelung, dass auch ein einfaches Stoppbit genutzt werden konnte, wenn durch das Alphabet sichergestellt war, dass keine reinen 0-Folgen gesendet werden konnten. Dies sparte ein Bit pro Zeichen und damit ein Siebtel bzw. ein Achtel der Sendezeit. Die Maximale Zeichenlänge war vorerst mit 8 Bit pro Zeichen festgelegt und musste immer mit 2 Stopp-Bits versehen sein. Der Mindestanteil an Stopp-Polarität war notwendig, damit das Leitungsrelais der alten TW39-Technik in Arbeitsstellung blieb und nicht die Verbindung auslöste.
Diese Flexibilität war ein Novum, da mit diesem Netz zwar die Verbindung beliebig untereinander hergestellt werden konnten, aber der Datenaustausch nur möglich war, wenn beide Gegenstellen dasselbe Datenformat nutzten. Um die Herstellung einer konkreten Verbindung sicherzustellen, konnte also nicht mehr zuverlässig das Endgerät zu Anzeige genutzt werden. Daher musste das Fgt so ausgestaltet sein, dass es in der Lage war die Gegenstelle zu identifizieren – zu diesem Zweck wurde das Anzeigefeld für die Kennung der Gegenstelle ersonnen.
Für die Übertragung zwischen den Fernanschaltegeräten und der Vermittlungstechnik wurden 4-Draht Doppelstromanschlüsse verwendet (eine Technologie, die auch in der Fernschreibtechnik bekannt und bewährt war). Diese lässt ein gleichzeitiges Senden und Empfangen zu (Vollduplex).
Der zusätzliche Austausch von Teilnehmerkennungen der angeschlossenen DEE oblag den Betreibern der DEE. Für die Abwicklung der Verbindung über EDS (statt TW39) war eine Erzeugung der Teilnehmerkennung in der Vermittlungsstelle vorgesehen. Auch Anschlüsse ohne Kennung waren geplant. Die Empfangsbereitschaft von DEE ohne Handbedienung galt als vorausgesetzt. Der unbediente Verbindungsaufbau sollte mithilfe privater Wähleinrichtungen ermöglicht werden.
Die zu erwartende Fehlerhäufigkeit auf dem Übertragungsweg zwischen den Fgt der Teilnehmer wurde auf 2 – 8 Bit pro Million gesendete Bit geschätzt. Da die Leitung im Wesentlichen transparent zur Verfügung gestellt wurde, war die Abwicklung der Transportsicherung Sache der DEE.

## Betriebsabwicklung bei Datexanschlüssen

### Normaler Ablauf
- Anwender drückt die Anruftaste.
- Die Anruftaste leuchtet.
- Anwender wählt die Nummer der Gegenstelle mittels Wählscheibe.
- Die Nummer der Gegenstelle erscheint im Anzeigefeld.
- Die Anruftaste erlischt und die Schlusstaste leuchtet – die Verbindung ist hergestellt und die Gebühren fangen an zu zählen.
- Datenübertragung kann wie von den DEE vorgesehen durchgeführt werden.
- Anwender drückt die Schlusstaste.
- Die Verbindung wird abgebaut und die Gebührenzählung stoppt.

### Teilnehmer besetzt
- Nach der Wahl leuchtet die Schlusstaste kurz auf und erlischt wieder.

### Gegenstelle nicht bereit
- Nach der Wahl erscheint die Nummer der Gegenstelle – der Verbindungsaufbau war aus Sicht der DBP erfolgreich und die Mindestgebühren fallen an.
- Die Gegenstelle löst die Verbindung sofort auf (wie „aufgelegt“).

### Lokalbetrieb
- Version 1 mit grüner Taste: Lokalbetrieb mit Empfangsbereitschaft. Das Fgt leitet eine ankommende Verbindung nach 3 Sekunden durch.
- Version 2 mit gelber Taste: Lokalbetrieb mit Anrufablehnung. Ein ankommender Ruf wird nach Aussendung der Anschlusskennung (die Verbindung kommt also zustande) automatisch ausgelöst (s. o. Gegenstelle nicht bereit).

## Allgemeine Informationen zum Datex-Anschluss.
Die Deutsche Bundespost führte ein „Amtliches Verzeichnis der Datexteilnehmer“.
Im Allgemeinen galten die Bestimmungen des Telexdienstes und der Fernsprechordnung auch Sinngemäß im Datex-Netz.
Im Jahr 1971 fielen folgende Gebühren für einen Datexanschluss an:
- Einrichtung: 140,- DM
- Monatliche Grundgebühr (inkl. Fernanschaltegerät): 110,- DM
- Gebüreneinheit: 0,10 DM Dauer einer Gebüreneinheit:
  - - bei Verbindung innerhalb eines Zentralvermittlungsstellenbereiches: 12s
  - - bei Verbindung zwischen zwei Zentralvermittlungsstellenbereichen: 7,5s
- Mindestabnahme 1 Min (Entspricht 0,50 DM bzw. 0,80 DM)

An Auslandsverbindungen waren 1971 nur Verbindungen nach Frankreich möglich (Netzkennzahl 42) mit einer Dauer pro Gebühreneinheit von 6s (d. h. 1,- DM pro Minute).
1971 waren Anbindungen an Belgien, Italien, Luxemburg und die Niederlande geplant. Ob diese realisiert wurden, ist unbekannt.

## Geplante Entwicklung
Mit dem Umbau des Netzes von TW39 auf EDS sollte 1973 begonnen werden. Für das Telex-Netz wurde dieser Umbau tatsächlich 1978 abgeschlossen. Ob das Datex-Netz daran partizipieren konnte oder vorher abgeschaltet wurde, ist ungewiss.
Mit dem EDS sollte der Verbindungsaufbau beschleunigt werden (ca. 100 ms) und es sollten Geschwindigkeitsstufen und Betriebsklassen vorgesehen werden. Dabei hätte es für jede Geschwindigkeit eine Standardklasse und bis zu 60 Betriebsklassen geben sollen.
Geplante Geschwindigkeitsstufen waren:
- 50 Baud
- 200 Baud
- 2.400 Baud
- 9.600 Baud
- 48.000 Baud

Die Wahl der Verbindung sollte nicht mehr über Nummernschalter, sondern über Codes von der DEE geschehen. Dafür waren genormte Codes vorgesehen: CCITT-2-Code für 50 Baud und CCITT-T.50-Code für höhere Geschwindigkeiten. Die Wahl sollte bis 2400 Baud mit der Schnittstellengeschwindigkeit, bei schnelleren Anschlüssen mit 2400 Baud erfolgen.
Weitere Leistungsmerkmale wie aus dem Fernschreibwesen bekannt sollten mit der EDS auch für Datex eingeführt werden:
- Zuschreiben der Gebühren am Ende der Verbindung
- Rundsenden
- Kurzwahl
- Direktruf (beim Einschalten der Verbindung erfolgt Rufaufbau zu einer bestimmten Nummer ohne Wahl)
- Anschlusskennung in der Vermittlungsstelle
- Hinweisabgabe (feste und konfigurierbare Texte für Belegtzustände usw.)
- Transparenz (Austausch taktunabhängiger Synchronblöcke beliebiger Länge zwischen den Teilnehmern - z. B. für Faksimile-Übertragung, Verschlüsselung oder digitalisiertes Audio)

Einige dieser Konzepte sind in die spätere Ausgestaltung der EDS-Vermittlung und den darauf basierenden Netzen für Telex und Datex L eingeflossen.